# Helene Hellmark Knutsson
Marie (Helene) Hellmark Knutsson (ur. 12 września 1969 w Sztokholmie) – szwedzka polityk, od 2014 do 2019 minister szkolnictwa wyższego i badań naukowych.

## Życiorys
W latach 1990–1993 studiowała historię, ekonomię i statystykę na Uniwersytecie w Sztokholmie, nie uzyskując jednak wyższego wykształcenia.
Zaangażowała się w działalność polityczną w ramach Szwedzkiej Socjaldemokratycznej Partii Robotniczej, w 2013 weszła w skład krajowych władz wykonawczych i objęła przewodnictwo partii w regionie Sztokholm. Pracowała m.in. w centrali związkowej LO (1996–2001 i 2010). Od 2001 do 2010 była przewodniczącą zarządu miasta w Sundbybergu. Następnie do 2014 zasiadała w radzie regionu Sztokholm.
Po wyborach w 2014 w utworzonym przez socjaldemokratów i zielonych mniejszościowym rządzie Stefana Löfvena objęła urząd ministra szkolnictwa wyższego i badań naukowych.
W wyborach w 2018 uzyskała mandat posłanki do Riksdagu. W styczniu 2019 zakończyła pełnienie funkcji rządowej. W 2020 zrezygnowała z zasiadania w parlamencie, objęła w tymże roku stanowisko gubernatora regionu Västerbotten.